# Zinédine Zidane
Zinédine Yazid Zidane, O. LH [zineˈdin jaˈzid ziˈdan], auch Zizou [ziˈzu] genannt (* 23. Juni 1972 in Marseille) ist ein ehemaliger französischer Fußballprofi, der zuletzt als Fußballtrainer tätig war. Bis Mai 2021 betreute er Real Madrid.
Während seiner aktiven Karriere war Zidane ein herausragender Spielmacher und zählt seither zu den besten Fußballspielern der Geschichte. 1998 wurde er mit dem Ballon d’Or als „Europas Fußballer des Jahres“ ausgezeichnet. Zudem ist er dreimaliger FIFA-Weltfußballer (1998, 2000, 2003). Mit der französischen Nationalmannschaft gewann er 1998 die Welt- und zwei Jahre später die Europameisterschaft. Auf Vereinsebene feierte Zidane seine größten Erfolge mit Juventus Turin (u. a. italienischer Meister, Weltpokalsieger) und Real Madrid (u. a. spanischer Meister, Champions-League-Sieger).
In seiner ersten Tätigkeit von 2016 bis 2018 als Trainer von Real Madrid gewann Zidane einmal die spanische Meisterschaft, eine Supercopa de España sowie jeweils zwei FIFA-Klub-Weltmeisterschaften und UEFA Super Cups. Zudem gewann er als bisher einziger Trainer dreimal hintereinander die Champions League. 2017 wurde er als FIFA-Welttrainer des Jahres ausgezeichnet. Im März 2019 kehrte Zidane zu Real Madrid zurück und gewann 2020 erneut die spanische Meisterschaft.

## Jugend

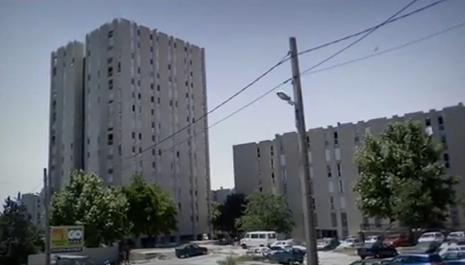
Plattenbau in La Castellane

Zinédine Yazid Zidane ist das jüngste Kind einer algerischen Einwandererfamilie und wurde am 23. Juni 1972 in Marseille geboren. Seine Eltern, Smaïl und Malika Zidane, stammen aus der Kabylei und verließen ihre Heimat vor Beginn des Algerienkriegs. 1953 kamen sie nach Frankreich und ließen sich nördlich von Paris, in den Vororten Barbès und Saint-Denis, nieder. Mitte der 1960er Jahre übersiedelte die Familie in die Großwohnsiedlung La Castellane im 15. Arrondissement von Marseille, das als sozialer Brennpunkt mit hoher Arbeitslosigkeit und Kriminalität gilt. Hier wuchs Zidane mit seinen Brüdern Madjid (* 1963), Farid (1965–2019) und Nourredine (* 1967) und seiner Schwester, Lila (* 1969), in einfachen Verhältnissen auf. Sein Vater arbeitete u. a. als Lagerist und Nachtwächter, die Mutter kümmerte sich um den Haushalt. Sie erzogen ihre Kinder autoritär, was Zidane später als „Leitlicht“ seiner Karriere bezeichnete.

„Es war mein Vater, der uns lehrte, dass Einwanderer doppelt so hart wie alle anderen arbeiten müssen und dass man niemals aufgeben darf.“

Über seine algerischen Wurzeln sagt er:

„Ich habe eine Affinität zur arabischen Welt. Ich habe es über meine Eltern im Blut. Ich bin sehr stolz darauf, Franzose zu sein, aber auch sehr stolz darauf, diese Wurzeln und diese Vielfalt zu haben.“

Als Kind war Zidane Straßenfußballer und spielte auf den Betonplätzen zwischen den Plattenbauten seiner Wohnsiedlung. 1982 trat er in die Jugendmannschaft des Nachbarschaftsvereins US Saint-Henri und anderthalb Jahre später in Sports Olympiques in Septèmes-les-Vallons ein. Zidane war Anhänger von Olympique Marseille und bezeichnete später die Spieler Blaž Slišković, Enzo Francescoli und Jean-Pierre Papin als seine Vorbilder. Während eines Auswahltrainings im regionalen Talentzentrum von Aix-en-Provence fiel der 14-jährige Zidane dem Talentscout Jean Varraud auf.

„Ich habe einen Jungen gesehen, der an Stelle der Füße Hände hat. Er ging an ein, zwei, drei, fünf, sechs Gegenspielern vorbei, es war himmlisch [...] Seine Füße sprachen mit dem Ball.“

Nach einem erfolgreichen Probetraining ermöglichte Varraud ihm die Aufnahme in das Fußballinternat des Erstligisten AS Cannes. Aus Sorge um ihren jüngsten Sohn brachten die Eltern ihn zunächst nicht im Wohnheim des Klubs unter, sondern bei der Familie des Fußballfunktionärs Jean-Claude Élineau. Mit 16 Jahren bezog er ein Zimmer im regionalen Internat für Berufsschüler und lernte hier seine Ehefrau Véronique Lentisco-Fernandez (* 1971) kennen. Die Verantwortlichen der AS Cannes ließen ein Persönlichkeitsprofil ihres Nachwuchsspielers erstellen:

„Ein ängstlicher Junge, der unglaubliche Dinge mit dem Ball vollführt. Es ist anzunehmen, daß er es seiner impulsiven Art wegen zu nichts bringen wird; er ist zu streitsüchtig, um Karriere zu machen.“

Zidane bemühte sich, seine „impulsive Art“ in den Griff zu bekommen, indem er mehrere Wochen lang die Umkleidekabine reinigte und schaffte schließlich den Sprung zum U-17-Nationalspieler.

## Vereinsspieler

### AS Cannes
Am vorletzten Spieltag der Saison 1988/89 (20. Mai 1989) feierte Zidane im Alter von 16 Jahren sein Profidebüt für die AS Cannes. Er kam zu einem Kurzeinsatz, als ihn Trainer Jean Fernandez in der Erstligapartie gegen den FC Nantes (1:1) nach 78 Minuten einwechselte. Die fällige Punktprämie in Höhe von 5.000 Francs (umgerechnet 800 Euro) schickte Zidane seinen Eltern. Obwohl der Nachwuchsspieler wenig später seinen ersten Profivertrag unterzeichnete, gelang es ihm zunächst nicht, sich durchzusetzen und er gehörte ein weiteres Jahr zum Kader der A-Jugend (U-19). Erst unter dem neuen Trainer Boro Primorac nahm seine Profikarriere Fahrt auf. Zidane spielte sich in der Startformation fest (28 Spiele, ein Tor) und ersetzte den erfahrenen Mittelfeldspieler Bruno Bellone, der den Klub vor der Saison verlassen hatte. Mit einer Mischung aus vielversprechenden Talenten wie Zidane und den Routiniers Yannick Stopyra und Luis Fernández war die AS Cannes die Überraschungsmannschaft der Saison 1990/91, die sich als Tabellenvierter sensationell für den UEFA-Pokal qualifizierte. Beim 2:1-Sieg über den FC Nantes am 10. Februar 1991 gelang ihm sein Premierentor in Frankreichs höchster Spielklasse und für den Treffer bekam Zidane vom Vereinspräsidenten einen Renault Clio geschenkt.
Gegen den portugiesischen Klub SC Salgueiros gab Zidane am 19. September 1991 in der 1. Runde des UEFA-Pokals sein internationales Debüt. Doch nach der überraschend starken Vorsaison brach die AS Cannes in der folgenden Spielzeit (1991/92) ein und stieg als Vorletzter in die Division 2 ab. Die Drachen blieben 18 Spiele in Folge sieglos. Zu den wenigen positiven Erscheinungen in dieser Krise zählte Zidane, der sein Ausnahmetalent aufblitzen ließ und sich endgültig zum Leistungsträger entwickelte (31 Spiele, 5 Tore). Den Abstieg indes vermochte der 20-Jährige nicht zu verhindern. Anschließend verließ Zidane seinen Ausbildungsverein und wechselte 1992 gemeinsam mit Éric Guérit und Jean-François Daniel zu Girondins Bordeaux. Zidanes Ablösesumme belief sich auf 3,5 Millionen Francs (rund 460.000 Euro). Ein Transfer zu Olympique Marseille war, trotz des Interesses von Eigentümer Bernard Tapie, nicht zustande gekommen.

### Girondins Bordeaux
Vereinspräsident von Girondins Bordeaux war der ambitionierte Unternehmer Alain Afflelou und nach dem Wiederaufstieg 1992 befand sich der Klub in einer Phase der sportlichen Neuorientierung. Zidane war der Wunschspieler von Trainer Rolland Courbis, der selbst aus Marseille stammt und dem schüchternen Neuzugang die Eingewöhnungszeit erleichterte. Courbis bezeichnete Zidane als „Tänzer am Ball“ und verpasste ihm aufgrund seiner eleganten Spielweise den Spitznamen „Zizou“ (weiße Katze). Der Vereinswechsel erwies sich als Glücksfall und Zidane gelang mit Bordeaux, für das er am 8. August 1992 gegen Olympique Lyon (0:0) sein Debüt gegeben hatte, der entscheidende Karriereschritt. Gemeinsam mit Christophe Dugarry und Bixente Lizarazu bildete er in den kommenden Jahren den Kern der Mannschaft, die sich zweimal in Folge als Viertplatzierter in der Spitzengruppe der Division 1 etablierte. Als mannschaftsdienlicher Spielmacher im zentralen, offensiven Mittelfeld war Zidane der dominierende Fixpunkt im Angriffsspiel und erreichte ein neues Level. Dabei überzeugte er durch seine einzigartige Technik, Übersicht und Spielintelligenz. Gepaart mit Disziplin und Trainingsfleiß machte er sein Spiel effektiver und konstanter. In seiner Premierensaison 1992/93 strahlte Zidane mit zehn Treffern zunehmend selbst Torgefahr aus und entwickelte sich zu einem Standardspezialisten, dem in seiner Zeit mit Bordeaux insgesamt zwölf Freistoßtore gelangen. Folgerichtig erhielt er 1994 die Auszeichnung als bester Nachwuchsspieler der französischen Liga. Doch auch sein Temperament zeigte sich, als er im Ligaspiel gegen Olympique Marseille am 18. September 1993 nach einer Tätlichkeit gegen Marcel Desailly erstmals eine Rote Karte erhielt und für zwei Spiele gesperrt wurde.
Nachdem sich der Transfer zum englischen Meister Blackburn Rovers zerschlagen hatte, markierte die Saison 1995/96 ein entscheidendes Jahr in Zidanes Karriere – ihm gelang der internationale Durchbruch. Seine letzte Spielzeit in Frankreich begann mit dem Sieg im UEFA Intertoto Cup gegen den Karlsruher SC, wodurch sich die Mannschaft für den UEFA-Pokal qualifizierte. Entgegen den vorherigen Jahren, als Bordeaux frühzeitig aus dem Wettbewerb ausgeschieden war, sorgte man für Furore und erreichte sensationell das Finale. Die wohl eindrucksvollste Partie war das Viertelfinal-Rückspiel am 19. März 1996 gegen die AC Mailand, der nach einer fulminanten Aufholjagd im heimischen Parc Lescure mit 3:0 besiegt wurde. Zidane hatte die beiden Vorlagen für den Doppeltorschützen Dugarry beigesteuert und den Beweis seiner internationalen Klasse erbracht. Gegen Betis Sevilla war ihm bereits ein sehenswerter Treffer per Lupfer aus etwa 40 Metern Entfernung gelungen. Allerdings kämpfte Bordeaux aufgrund fehlender Kadertiefe und der kräftezehrenden Europapokalspiele in der heimischen Liga lange gegen den Abstieg und erst unter Interimstrainer Gernot Rohr gelang als Tabellensechzehnter der Klassenerhalt. Im Finale des UEFA-Pokals gegen den favorisierten FC Bayern München verpasste Zidane das Hinspiel (0:2) gelbgesperrt, doch auch mit ihrem Spielmacher waren die Franzosen im Rückspiel chancenlos und verloren mit 1:3. Die Niederlage am 15. Mai 1996 war sein letztes Spiel für Girondins und trotz des enttäuschenden Abschneidens in der Division 1 wurde Zidane, der insgesamt 51 Pflichtspiele bestritten hatte, zu Frankreichs Spieler der Saison gewählt. In den Spielen gegen den FC Nantes (3:0) und den FC Metz (4:0) war Zidane erstmals als Doppeltorschütze erfolgreich. Wenig überraschend brach die Mannschaft nach der Saison auseinander: Dugarry und Lizarazu wechselten ins Ausland und insbesondere der 24-jährige Zidane zählte inzwischen zu den begehrtesten Spielern Europas, der Angebote zahlreicher Spitzenvereine erhielt. Bei den bevorstehenden Vertragsverhandlungen ließ er sich durch den Spielervermittler Alain Migliaccio vertreten, der bereits zahlreiche französische Nationalspieler betreute. Schließlich entschied sich Zidane für das Angebot des italienischen Rekordmeisters Juventus Turin und unterschrieb einen Fünf-Jahres-Vertrag mit einem geschätzten Nettogehalt von 2,5 Millionen Euro. Die Ablösesumme belief sich auf 35 Millionen Francs (5,3 Millionen Euro).

### Juventus Turin

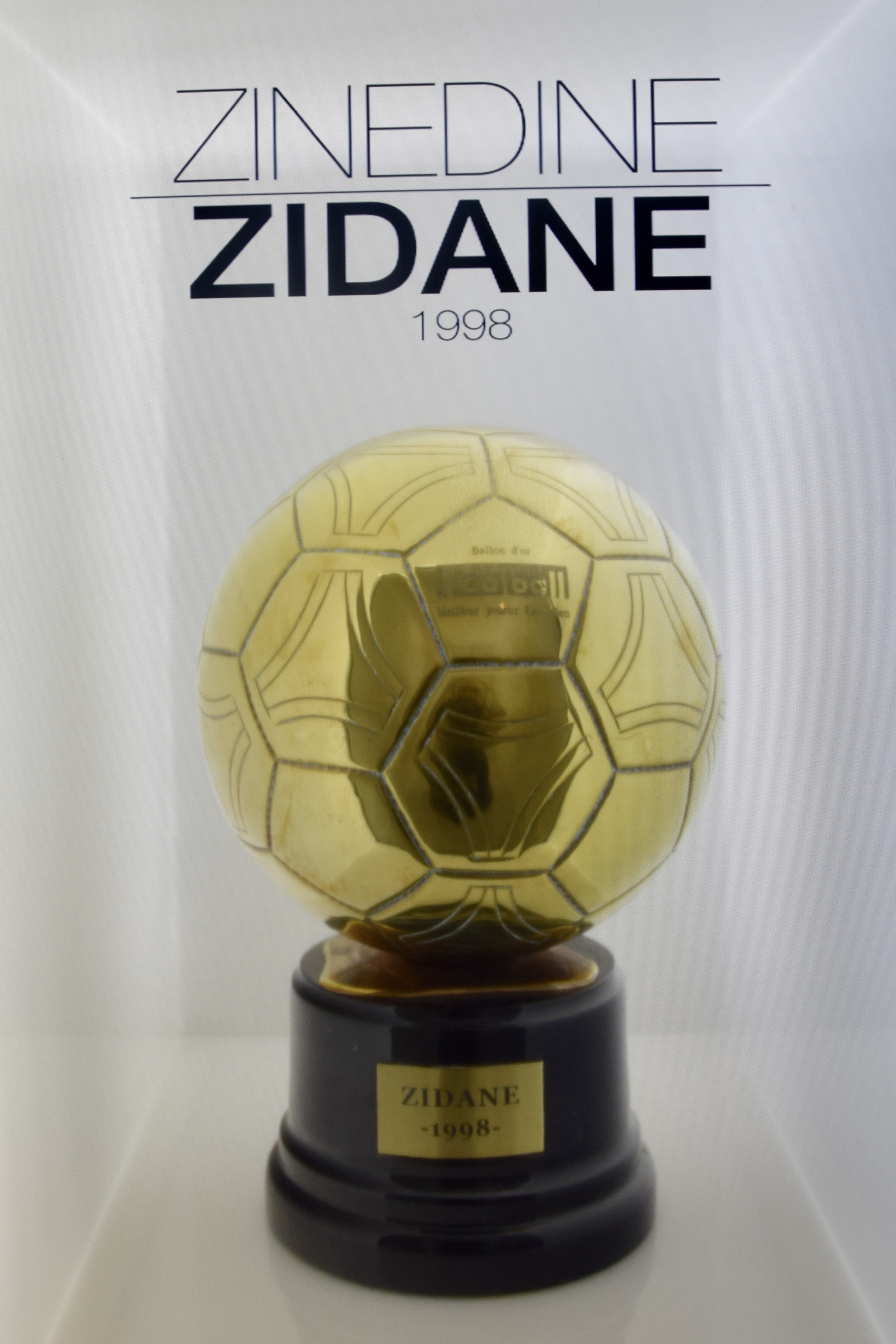
Trophäe des Ballon d’Or 1998

Nach der Europameisterschaft 1996 nahm Zidane den Spielbetrieb in Turin auf und erhielt die Rückennummer 21. Beim amtierenden Champions-League-Sieger waren die Erwartungen an den Neuzugang hoch und die italienische Sportpresse verglich ihn bereits mit Michel Platini, der Juventus in den 1980er Jahren zu zahlreichen Titeln geführt hatte. Als Spieler der Alten Dame stand Zidane von Beginn an im Rampenlicht und bekam den Erfolgsdruck eines internationalen Spitzenklubs zu spüren. In den ersten Wochen hatte er zunächst mit Anpassungsproblemen zu kämpfen. Insbesondere das harte körperliche Training, das Zidane aus seiner Heimat nicht gewohnt war, und die taktischen Anforderungen des italienischen Fußballs bedeuteten eine enorme Herausforderung für ihn. Trainer Marcello Lippi setzte Zidane in seiner bevorzugten 4-3-3-Formation neben Antonio Conte und Didier Deschamps als einen von drei zentralen Mittelfeldspielern ein. Nachdem Zidane am 3. Spieltag gegen die AC Perugia einen Platzverweis bekommen hatte, war in der Presse bereits von einem Fehleinkauf die Rede. Doch der Wendepunkt kam im Herbst, als Lippi den verletzungsbedingten Ausfall von Conte durch eine Änderung seines Spielsystems in 4-4-2 kompensieren musste. Fortan spielte Zidane in der Mittelfeld-Raute als klassischer Spielmacher hinter den Spitzen. Auf seiner gewohnten Position kamen seine individuellen Stärken besser zur Geltung und er konnte glänzen, weil er im defensiven Mittelfeld mit Deschamps einen Strategen hinter sich hatte, der ihm taktisch geschickt den Rücken freihielt. Ausgerechnet beim 2:0-Sieg im prestigeträchtigen Derby d’Italia gegen Inter Mailand am 6. Spieltag überzeugte Zidane die Kritiker mit seinem Premierentreffer. Durch einen 1:0-Sieg über River Plate krönte sich Juventus Turin am 26. November 1996 zum Weltpokalsieger – Zidanes erster Titel. Auch dank der starken Leistungen ihres neuen Spielmachers dominierte Juventus 1996/97 die Serie A und gewann am Saisonende souverän die Meisterschaft. Bezeichnenderweise erhielt Zidane die Auszeichnung als bester ausländischer Spieler Italiens und belegte bei der Wahl zum Weltfußballer 1997 den dritten Platz (gemeinsam mit Dennis Bergkamp). Zizou hatte sich zum unangefochtenen Regisseur der Alten Dame aufgeschwungen und die Mannschaft ohne Niederlage in das Endspiel der Champions League geführt. Der 4:1-Sieg über Ajax Amsterdam im Halbfinale zählt zu seinen besten Spielen für Juventus. Allerdings verloren die favorisierten Turiner das Finale im Münchener Olympiastadion mit 1:3 gegen Borussia Dortmund und verpassten die angestrebte Titelverteidigung. Auf Grund einer konsequenten Manndeckung durch Paul Lambert war es den Dortmundern gelungen, Zidane aus dem Spiel zu nehmen.
In der Saison 1997/98 zeigte Zidanes Formkurve weiter nach oben und er knüpfte an die Leistungen aus dem Vorjahr an. Er präsentierte sich als ungemein kreatives Herzstück der Juventus-Offensive, der das Sturmduo Alessandro Del Piero und Filippo Inzaghi in Szene setzte. Mittlerweile ergänzte eine verbesserte Athletik seine elegante Spielweise und er lieferte regelmäßig herausragende Vorstellungen ab. Mit 7 Toren in 32 Spielen bewies Zidane selbst Torgefahr und erreichte seine persönliche Bestmarke in der Serie A. Mit nur zwei Saison-Niederlagen gelang Juventus Turin die Titelverteidigung und sie holten ihren 25. Scudetto. Angeführt von der Offensive Del Piero, Inzaghi und Zidane (3 Tore und 7 Vorlagen) unternahm Juventus einen neuen Anlauf, um auch die Champions League zu gewinnen. Jedoch verpassten sie im Finale am 20. Mai 1998 gegen Real Madrid (0:1) erneut den Triumph in der Königsklasse. Obwohl Zidane mittlerweile in die Riege der Weltklasse-Spieler vorgedrungen war, musste er sich den Vorwurf gefallen lassen, dreimal in Folge ein Europapokal-Endspiel verloren zu haben. Nach dem Gewinn der Weltmeisterschaft im eigenen Land, erhielt Zidane im Dezember 1998 folgerichtig die Auszeichnung als FIFA-Weltfußballer des Jahres. Ebenso verlieh ihm France Football mit großen Vorsprung den prestigeträchtigeren Ballon d’Or als „Europas Fußballer des Jahres.“
Nach zwei sehr erfolgreichen Jahren fiel Zidane in ein Leistungsloch. Er hatte mit Verletzungen zu kämpfen, weshalb er in der Liga nur 25 mal eingesetzt wurde (zwei Tore). Auch Juventus Turin blieb hinter den eigenen Ansprüchen zurück und am 7. Februar 1999 wurde Erfolgstrainer Lippi durch Carlo Ancelotti ersetzt. Trotzdem belegte die Alte Dame am Saisonende 1998/99 nur den enttäuschenden sechsten Platz und scheiterte im Champions-League-Halbfinale am späteren Sieger Manchester United. Durch den Gewinn des UEFA Intertoto Cups gelang Juve die Qualifikation für den UEFA-Pokal. In der heimischen Liga fand die Mannschaft während der Spielzeit 1999/2000 zu alter Stärke zurück und führte ab dem 21. Spieltag die Tabelle der Serie A an. Juventus galt als Favorit auf die Meisterschaft, verpasste jedoch am letzten Spieltag den sicher geglaubten Titel durch eine 0:1-Niederlage gegen Perugia und wurde mit einem Punkt Rückstand hinter Lazio Rom Vizemeister. Insbesondere Zidane präsentierte sich in stark verbesserter Form und bestätigte seine Leistungen als Weltklasse-Spielmacher (32 Spiele, 4 Tore). Im neu formierten Mittelfeld erhielt er Unterstützung durch Edgar Davids und ergänzte sich hervorragend mit dem kampfstarken Niederländer. Der ehrgeizige Zidane zeigte sich auf Grund der sportlichen Stagnation unzufrieden, und trotz eines gültigen Vertrages hinterlegte er gegenüber Manager Luciano Moggi und der Eigentümerfamilie Agnelli erstmals seinen Wechselwunsch. Als frisch gebackener Europameister ging Zidane in seine fünfte und letzte Juve-Saison (2000/01). Der formstarke Spielgestalter sorgte wie gewohnt für die Glanzpunkte in der Offensive und überzeugte im Zusammenspiel mit dem neuen Mittelstürmer David Trezeguet. Andererseits brachten ihm zwei Rote Karten in der Gruppenphase der Champions League negative Schlagzeilen ein (u. a. ein Kopfstoß gegen Jochen Kientz vom Hamburger SV), weshalb die UEFA ihm als Wiederholungstäter eine Sperre über fünf Spiele auferlegte. Sensationell war Juventus nach der Vorrunde ausgeschieden und wurde von der Presse zerrissen. Trotz der individuellen Klasse Zidanes und eines prominent besetzten Kaders, reichte es in der Serie A erneut nur zur Vizemeisterschaft hinter der AS Rom. Damit blieben die Bianconeri das dritte Jahr in Folge titellos. Insbesondere für seine Leistungen während der Europameisterschaft erhielt Zidane am 11. Dezember 2000 die Auszeichnung als FIFA-Weltfußballer des Jahres sowie als bester ausländischer Spieler der Serie A.
Nach der Saison erklärte Zidanes Berater, sein Mandant werde zukünftig nicht mehr für Juventus Turin auflaufen, weshalb der 2:1-Sieg über Atalanta Bergamo am 17. Juni 2001 (38. Spieltag) seine letzte Partie war. Insgesamt hat Zidane 212 Pflichtspiele (31 Tore) für die Alte Dame absolviert.

### Real Madrid

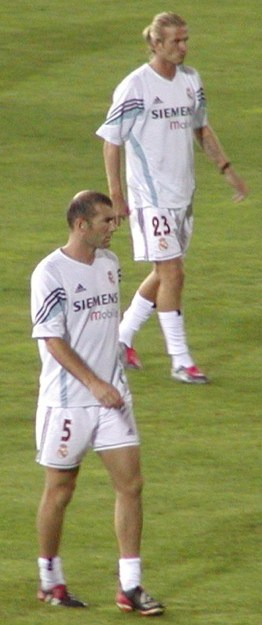
Zidane (vorne) mit David Beckham (2003)

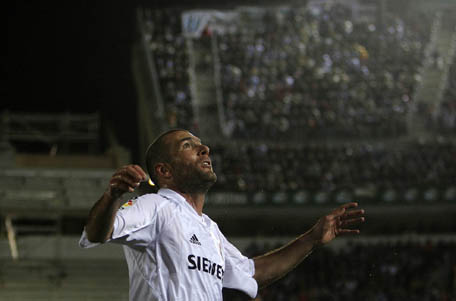
Zidane (2005)

Am 9. Juli 2001 präsentierte der spanische Rekordmeister Real Madrid Zidane der Öffentlichkeit als Neuverpflichtung. Auf der Pressekonferenz überreichte ihm Klublegende Alfredo Di Stéfano das weiße Trikot mit der Rückennummer 5 und Vereinspräsident Florentino Pérez verkündete:

„Real ist der größte Klub aller Zeiten und muss deswegen auch die besten Spieler der Welt haben. Zidane gehört dazu, das sind wir unseren Fans schuldig.“

Mit einer Ablösesumme in Höhe von 147 Millionen D-Mark (77,5 Millionen Euro) war Zidane zu diesem Zeitpunkt der teuerste Fußballspieler der Geschichte und die bisherige Rekordablöse für Luís Figo aus dem Vorjahr wurde deutlich überboten. Zidane unterschrieb bei den Königlichen einen Vier-Jahres-Vertrag, der ihm ein jährliches Gehalt von 15,2 Millionen Mark einbrachte, womit er zu einem der am besten bezahlten Fußballer der Welt aufstieg. Die Verpflichtung war Teil der ambitionierten Transferpolitik von Pérez, die eine einzigartige Ansammlung fußballerischer Ausnahmekönner im Kader zur Folge hatte. Spieler wie Raúl, Roberto Carlos, Iker Casillas, Luís Figo, Ronaldo (ab 2002), David Beckham (ab 2003) und Michael Owen (ab 2004) wurden ehrfurchtsvoll die Galaktischen genannt. Zur Finanzierung seines ehrgeizigen Projekts verkaufte Pérez das Vereinsgelände Ciudad Deportiva für umgerechnet 480 Millionen Euro und machte Real zum umsatzstärksten Fußballverein der Welt.
Sein erstes Pflichtspiel bestritt Zidane am 19. August 2001 beim 1:1 gegen Real Saragossa im spanischen Supercup. Trainer Vicente del Bosque hatte Zidane, dem einzig namhaften Neuzugang des Sommers, die Rolle als Regisseur zugedacht und er sollte die ohnehin eingespielte Mannschaft bereichern. Nominell bot er den Weltfußballer meist im linken Mittelfeld auf, ließ ihn die Position jedoch sehr frei interpretieren, indem er häufig ins Zentrum einrückte um auf der Außenbahn Räume für Roberto Carlos zu schaffen. Später änderte del Bosque seine Formation zu einer Mittelfeld-Raute mit Zidane hinter den beiden Sturmspitzen und der Franzose lieferte in 31 Ligaspielen 16 Scorerpunkte ab. Dennoch tat sich das hoch gehandelte Starensemble, insbesondere zu Beginn der Saison 2001/02, schwer und wurde am Ende nur Dritter. Auch in der Copa del Rey reichte es nicht zum Titel, da Real gegen Deportivo La Coruña das Nachsehen hatte (1:2) und ausgerechnet im Jahr des hundertjährigen Vereinsjubiläums verpasste der Klub das angestrebte „große Triple“. Nachdem sie Titelverteidiger Bayern München im Viertelfinale ausgeschaltet hatten, kam es im Halbfinale der Champions League zum Gipfeltreffen mit dem FC Barcelona (El Clásico), die ebenfalls bezwungen wurden (0:2, 1:1). Dabei gelang Zidane im Hinspiel der wichtige Auswärtstreffer zum 0:1. Real erreichte das Endspiel im Hampden Park und wahrte seine Chance auf den Titel in der Königsklasse. Dort strickte Zidane gegen Bayer 04 Leverkusen weiter an seiner Legende und markierte eines der schönsten Tore in der Geschichte des Wettbewerbs: Beim Stand von 1:1 brach Roberto Carlos auf der linken Seite durch und flankte hoch an die Strafraumgrenze zu dem frei stehenden Zidane. Diesem gelang das scheinbar Unmögliche, als er den Ball während einer Drehung mit seinem vermeintlich schwächeren linken Fuß volley nahm und unhaltbar unter die Torlatte beförderte („So einen Distanzvolley mit links hatte ich noch nie ausprobiert […] Ich habe das aus dem Bauch heraus gemacht“). Der spielentscheidende 2:1-Siegtreffer bescherte dem unvollendeten Zidane, nach zuvor zwei Final-Niederlagen, am 15. Mai 2002 den ersehnten Champions-League-Triumph.
Auch die folgende Saison 2002/03 verlief für Real Madrid sehr erfolgreich: Zunächst wurde der UEFA-Supercup gewonnen (3:1 gegen Feyenoord Rotterdam) und am 3. Dezember 2002 durch ein 2:0 über den Club Olimpia der Weltpokal. Del Bosque gelang es, die Stars durch seine ausgleichende Art bei Laune zu halten. Der zurückhaltend auftretende Zidane lehnte eine Führungsrolle außerhalb des Spielfeldes ab, war jedoch der Mann, der Ordnung ins Spiel brachte und immer bereit, jungen Spielern Ratschläge zu geben. Von seiner Position im offensiven Mittelfeld beschleunigte oder verlangsamte er die Angriffe und erhielt 2003 für seine individuellen Leistungen zum dritten Mal die Auszeichnung als FIFA-Weltfußballer. Angeführt durch das Offensiv-Quartett Zidane (9 Tore), Figo (10 Tore), Raúl (16 Tore) und Ronaldo (23 Tore) war Real die dominierende Mannschaft in La Liga und wurde erwartungsgemäß spanischer Meister. Doch im Sommer 2003 kam es zum Bruch in der Ära der Galaktischen, als Pérez völlig überraschend del Bosque entließ und eine Vertragsverlängerung für den wichtigen Abräumer Claude Makélélé ablehnte, der schließlich zum FC Chelsea wechselte. Das Hauptaugenmerk bei Transfers lag für Pérez auf weltbekannten Offensiv-Stars mit hohen Vermarktungs- und Attraktivitätspotenzial, während er Investitionen in die Defensive scheute. Sein Prinzip der Zidanes y Pavones – teure Neuzugänge mit talentierten Eigengewächsen zu ergänzen – funktionierte fortan nicht mehr. Die Mannschaft bot zwar spektakulären Angriffsfußball, doch die defensive Struktur litt enorm unter den Abgängen von Makélélé und des Kapitäns Fernando Hierro. Dem neuen Trainer Carlos Queiroz gelang es nicht, ein ausgewogenes Gleichgewicht herzustellen und die Königlichen verspielten im Frühjahr 2004 sämtliche Titel. Nachdem sie am 17. März 2004 überraschend das Finale der Copa del Rey verloren hatten (2:3 gegen Real Saragossa), geriet die Mannschaft aus dem Tritt und scheiterte im Viertelfinale der Champions League an der AS Monaco. Nach fünf Niederlagen in Serie, büßten sie zum 32. Spieltag die Tabellenführung der Primera División ein und landeten am Ende sogar nur auf dem vierten Platz. Wegen einer Gelb- und einer Gelb-Rot-Sperre verpasste Zidane zwei der letzten fünf Saisonspiele. Der Franzose hatte seinen Vertrag am 20. Februar 2004 um zwei weitere Jahre (bis 2007) verlängert.
Die folgende Spielzeit 2004/05 verlief für Real Madrid ebenfalls enttäuschend und erstmals seit 1996 gewann der Klub keinen Titel. Drei unterschiedlichen Trainern (José Antonio Camacho, Mariano García Remón, Vanderlei Luxemburgo) gelang es nicht, die Ansammlung von Superstars zu einem funktionierenden Kollektiv zu formen und sowohl in der Champions League als auch in der Copa del Rey war für die Galácticos bereits im Achtelfinale Endstation. Bisweilen wirkten die Ausnahmespieler müde und ausgebrannt, weshalb die 0:3-Niederlage gegen den späteren Meister FC Barcelona eindrucksvoll die Wachablösung im spanischen Vereinsfußball einläutete.
Zu Beginn seiner letzten Profispielzeit (2005/06) plagte sich Zidane, der in der Sommerpause von Pérez zur Fortsetzung seiner Karriere überredet werden musste, mit Verletzungen herum. Die Kräfte des mittlerweile 33-Jährigen reichten nur noch selten für 90 Minuten und er präsentierte sich in einer derart schwachen Form, dass er kaum wiederzuerkennen war. Spaniens Sportpresse begann bereits mit dem Abgesang auf den Weltstar („Zinédine Zidane spielte so, als bitte er inständig um eine Vorruhestandsregelung“) und auch die Zeitungen Marca und El Mundo erklärten die Ära der Galaktischen nach dem 0:3-Debakel gegen den FC Barcelona vom 19. November 2005 für beendet. Obwohl die Madrilenen vor der Saison 90 Millionen Euro in Neuzugänge investiert hatten (u. a. Sergio Ramos, Robinho, Júlio Baptista), hatten sie der Barça-Offensive kaum etwas entgegenzusetzen und wurden im heimischen Estadio Santiago Bernabéu gnadenlos ausgepfiffen. Die Mannschaft war in unterschiedliche Gruppen zersplittert, die Loyalität der Stars galt nicht mehr den jeweiligen Trainern, sondern allein Vereinspräsident Pérez. Dieser reagierte auf die sportliche Talfahrt und ersetzte Luxemburgo wenig später durch Juan Ramón López Caro, den bisherigen Trainer der B-Mannschaft. Zidanes persönlicher Saisonhöhepunkt war der einzige Hattrick seiner Laufbahn, den er am 19. Spieltag beim 4:2-Heimsieg über den FC Sevilla erzielte. Als auch im Achtelfinale der Champions League gegen den FC Arsenal das frühzeitige Ausscheiden bevorstand und ein weiteres Jahr ohne Titel wahrscheinlich machte, spitzte sich die Krise derart zu, dass Florentino Pérez sein Amt am 1. März 2006 niederlegte. Nachdem bereits seit Monaten entsprechende Gerüchte kursierten, verkündete Zidane am 26. April 2006 in einem Interview mit Canal+ sein Karriereende nach Abschluss der laufenden Saison.
Zidanes letztes Heimspiel am 7. Mai 2006 gegen den FC Villarreal (3:3) geriet zu einer regelrechten Abschiedsveranstaltung: Eine Choreografie mit großem „Danke für deine Magie“-Banner der Ultras sowie tausenden Schildern mit der Nummer 5 und Trikots mit dem Zusatz „Zidane 2001–2006.“ Auf der Ehrentribüne war seine gesamte Familie zu Gast. Zidane gelang ein Tor und als er nach 88 Minuten ausgewechselt wurde, erhoben sich die 80.000 Zuschauer im Estadio Santiago Bernabéu und verabschiedeten ihn mit stehenden Ovationen.
Insgesamt absolvierte Zidane für Real Madrid 227 Pflichtspiele (49 Tore, 68 Vorlagen).

## Nationalspieler

### Junioren
Bereits im Jugendalter durchlief Zidane die französischen Juniorennationalmannschaften (U-17, U-18).
Zwischen Juni und Dezember 1991 leistete Zidane als Sportsoldat seinen Wehrdienst in der Militärsportschule Joinville ab. Mit der französischen Auswahl belegte er bei der Fußball-Militärweltmeisterschaft in den Niederlanden den vierten Platz.
Ab 1990 gehörte er zur U-21-Auswahl, mit der er ein Jahr später am renommierten Turnier von Toulon teilnahm. Im März und April 1994 spielte Zidane an der Seite von Lilian Thuram, Christophe Dugarry und Johan Micoud bei der U-21-Europameisterschaft. Die von Raymond Domenech trainierte Mannschaft belegte nach einer Niederlage gegen Italiens U-21 im Halbfinale den vierten Platz.

### Europameisterschaft 1996
Nach der verpassten WM 1994 begann Frankreichs Nationaltrainer Aimé Jacquet mit dem Aufbau einer neuen Mannschaft. Zidane gab am 17. August 1994 im Freundschaftsspiel gegen Tschechien sein Debüt für die Équipe Tricolore. Dabei feierte er einen vielversprechenden Einstand, als er beim Stand von 0:2 in der 63. Minute für Corentin Martins eingewechselt wurde und mit zwei Toren in der Schlussphase den 2:2-Ausgleich besorgte. Nach Éric Cantonas Langzeitsperre sowie der Nichtberücksichtigung von David Ginola setzte Jacquet während der EM-Qualifikation auf Zidane und Youri Djorkaeff als kreative Säulen. Bei der Europameisterschaft 1996 in England trug Zidane erstmals die prestigeträchtige Rückennummer 10 und stand in allen Partien Frankreichs in der Startformation. Doch nach der langen Saison mit Bordeaux wirkte der Regisseur müde und überspielt, weshalb er dem Turnier seinen Stempel nicht aufdrücken konnte (keine Torbeteiligung). Nach dem Sieg in der Gruppe B sowie im Viertelfinale gegen die Niederlande, scheiterten die Franzosen im Halbfinale an Tschechien (5:6 nach Elfmeterschießen).

### Weltmeisterschaft 1998

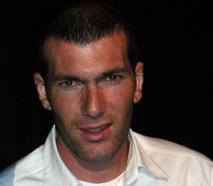
Zinédine Zidane

Nach zwei Jahren konstanter Leistungen auf höchstem Niveau war Zidane mittlerweile der unbestrittene spielerische Kopf der Équipe Tricolore und Frankreichs Hoffnungsträger für die bevorstehende Weltmeisterschaft im eigenen Land. Der Sportartikelhersteller Adidas hatte Zidane zu einem seiner wichtigsten Werbestars aufgebaut und gezielt als Gegenpart zum Konkurrenzunternehmen Nike und dem brasilianischen Ausnahmespieler Ronaldo positioniert. Während Trainer Jacquet die Mannschaft im nationalen Trainingszentrum Clairefontaine zielgenau auf das Turnier vorbereitete, musste sich Zidane nach drei verlorenen Europapokalendspielen sowie dem mäßigen Tournoi de France von Teilen der Medien die Kritik gefallen lassen, in wichtigen Spielen zu versagen. Trotzdem zählte die französische Mannschaft als Gastgeber zum erweiterten Favoritenkreis und die Erwartungen der Öffentlichkeit erzeugten enormen Druck. Ausgerechnet in Marseille, Zidanes Heimatstadt, starteten die Franzosen mit einem souveränen 3:0 über Südafrika gut in das Turnier. Er präsentierte sich als kreativer Motor der Les Bleus und war unumstrittenener Herrscher im Mittelfeld. Nach dem gelungenen Auftakt ließ sich Zidane allerdings im zweiten Gruppenspiel gegen Saudi-Arabien beim Stand von 2:0 zu einer Unsportlichkeit an Fuad Amin hinreißen und erhielt zu Recht die Rote Karte. Sein Ausfall drohte die Ordnung im französischen Spiel zu zerstören und war nach der Partie (Endstand 4:0) der einzige Diskussionspunkt. Durch die Sperre war Zidane erst im Viertelfinale wieder spielberechtigt und die ausgeglichene Partie gegen defensivstarke Italiener musste im Elfmeterschießen (4:3) entschieden werden. Im folgenden Halbfinale gegen Kroatien mühte sich Frankreich zu einem 2:1-Erfolg und erreichte schließlich das Finale gegen den Titelverteidiger und großen Favoriten Brasilien. Das Endspiel am 12. Juli 1998 im ausverkauften Stade de France war Zidanes großer Auftritt, der seinen endgültigen Aufstieg zum globalen Superstar und Nationalhelden markierte. Rechtzeitig hatte er seinen Spielrhythmus gefunden und brillierte von Beginn an im Mittelfeld der stark auftretenden Franzosen. Er riss das Spiel an sich und legte mit zwei Kopfballtoren (27. und 45. Minute) das Fundament für den ungefährdeten 3:0-Sieg. Damit hatte ein Spieler erstmals seit 20 Jahren in einem WM-Finale doppelt getroffen (Mario Kempes, 1978).

„Er machte im WM-Finale den Unterschied aus.“

„1998 hatten wir einen Mutanten ... Zidane.“

Frankreich war erstmals Fußballweltmeister und der Kader ein perfektes Spiegelbild der multikulturellen Gesellschaft, zu der die Grande Nation im 20. Jahrhundert geworden war. Das Land fiel in ein kollektives Delirium und wurde kurzzeitig zu einer einzigen Nation von Fußballfans. In der Nacht des Sieges wurde Zidanes Porträt auf den Arc de Triomphe projiziert und der Ruf „Zidane Président“ hallte durch Paris. Gemeinsam mit seinen Mitspielern Fabien Barthez, Lilian Thuram und Marcel Desailly wurde er in das WM-All-Star-Team gewählt. Weiterhin bekam Zidane 1998 zahlreiche Einzelauszeichnungen als Frankreichs Fußballer und Sportler des Jahres sowie FIFA-Weltfußballer und den Ballon d’Or als Europas Fußballer des Jahres.

### Europameisterschaft 2000

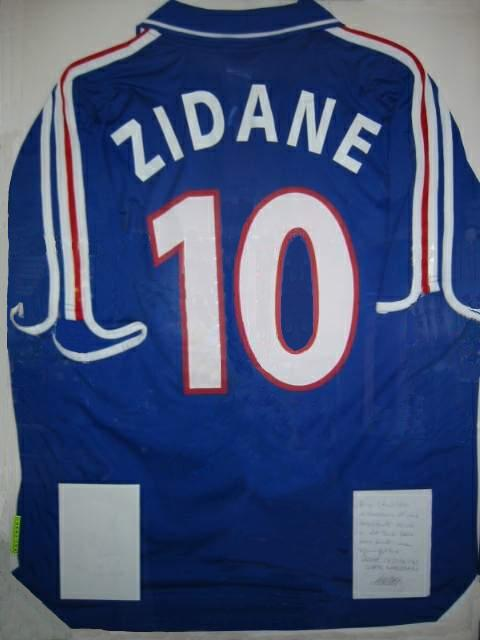
Zidanes Trikot der Europameisterschaft 2000

Die französische Mannschaft gehörte trotz einer durchwachsenen Qualifikation zu den großen Favoriten der Europameisterschaft 2000. Jacquets Nachfolger, Roger Lemerre, ging mit einem Großteil des Weltmeisterkaders in das Turnier und erwartungsgemäß überstand Frankreich die „Todesgruppe D“ hinter den Niederlanden. Die Équipe stand in ihrem sportlichen Zenit und überzeugte bereits in der Vorrunde. Der Weltmeister präsentierte sich ungemein spielstark und gefestigt, wobei insbesondere Zidane einen starken Eindruck hinterließ und aus der Mannschaft herausragte. Seine Spielkunst hatte sich im Vergleich zu der ohnehin schon überragenden WM 1998 noch einmal gesteigert und er war der Mann, der das französische Spiel mit seiner atemberaubenden Technik lenkte. Eindrucksvoll bestätigte Zidane seinen Ruf als bester Spielmacher der Welt und ergänzte sich hervorragend mit dem kampfstarken Patrick Vieira.
Im Viertelfinale gegen Spanien (2:1) lenkte Zidane mit seinem Ideenreichtum das Spiel in offensive Bahnen und besorgte durch einen sehenswerten Freistoß den Führungstreffer. Auch im dramatischen Halbfinale gegen Portugal (2:1 n. V.) bewies er Nervenstärke und machte erneut den Unterschied, als er in der 117. Minute das spielentscheidende Golden Goal per Elfmeter erzielte. Verdient erreichte Frankreich das Finale im De Kuip und schlug Italien am 2. Juli 2000 nach Verlängerung mit 2:1. Damit war erstmals einem amtierenden Weltmeister der unmittelbare Sieg bei einer Europameisterschaft gelungen. Auf Grund einer effektiven Raumdeckung durch Luigi Di Biagio und Demetrio Albertini hatte Zidane dem taktisch geprägten Endspiel nicht wie im bisherigen Turnierverlauf seinen Stempel aufdrücken können. Dennoch erhielt er anschließend die Auszeichnung des besten Spielers des Turniers (UEFA Player of the Tournament) und wurde in das UEFA All-Star-Team berufen. Am Jahresende folgte die Wahl zum FIFA-Weltfußballer.

### Weltmeisterschaft 2002
2002 reiste Frankreich als amtierender Welt- und Europameister zur WM-Endrunde nach Japan und Südkorea und galt als großer Turnierfavorit. Insbesondere die hoch gelobte Offensive um Zidane, Youri Djorkaeff, Thierry Henry, Djibril Cissé, Sylvain Wiltord und David Trezeguet nährte die Hoffnungen auf eine erfolgreiche Titelverteidigung. Allerdings zog sich Zidane in einem Vorbereitungsspiel am 26. Mai 2002 einen Muskelfaserriss im linken Oberschenkel zu und verpasste die ersten beiden Gruppenspiele. Ohne ihren Superstar zeigten die Franzosen schwache Leistungen, verloren die Partie gegen den Senegal und spielten 0:0 gegen Uruguay. Schließlich kehrte Zidane in die Mannschaft zurück, konnte jedoch das Ausscheiden nach einer ernüchternden 0:2-Niederlage gegen Dänemark nicht verhindern. Frankreich war damit bereits nach der Vorrunde, ohne eigenen Torerfolg, ausgeschieden.
Im Freundschaftsspiel gegen Tunesien (1:1) am 21. August 2002, führte Zidane die Équipe erstmalig als Kapitän an.

### Europameisterschaft 2004
2004 reiste Zizou mit seiner Mannschaft zur Europameisterschaft nach Portugal. Gleich in der Auftaktpartie gegen England (2:1) unterstrich er seine immense Bedeutung, als er das Spiel mit einem Doppelpack innerhalb von 120 Sekunden drehte. Es war Frankreichs 19. Spiel in Folge ohne Niederlage. Der Superstar präsentierte sich als Dreh- und Angelpunkt des Offensivspiels und vertrat den verletzten Marcel Desailly in den weiteren Partien als Mannschaftskapitän. Nach einem schmeichelhaften 2:2 gegen Kroatien sicherten sich Les Bleus durch einen 3:1-Erfolg über die Schweiz den Einzug ins Viertelfinale. Zidane hatte nach 20 Minuten durch sein drittes Turniertor die Führung besorgt. Im Viertelfinale scheiterte der favorisierte Titelverteidiger nach einer schwachen Partie mit 0:1 an Griechenland und schied sensationell aus. Als einer der wenigen französischen Spieler hatte Zidane sein Leistungsvermögen abrufen können und wurde in das UEFA-All-Star-Team gewählt.
Am 12. August 2004 verkündete der mittlerweile 32-jährige Zidane seinen Rücktritt aus der Nationalmannschaft und erklärte, zukünftig nur noch für seinen Verein spielen zu wollen.

### Weltmeisterschaft 2006

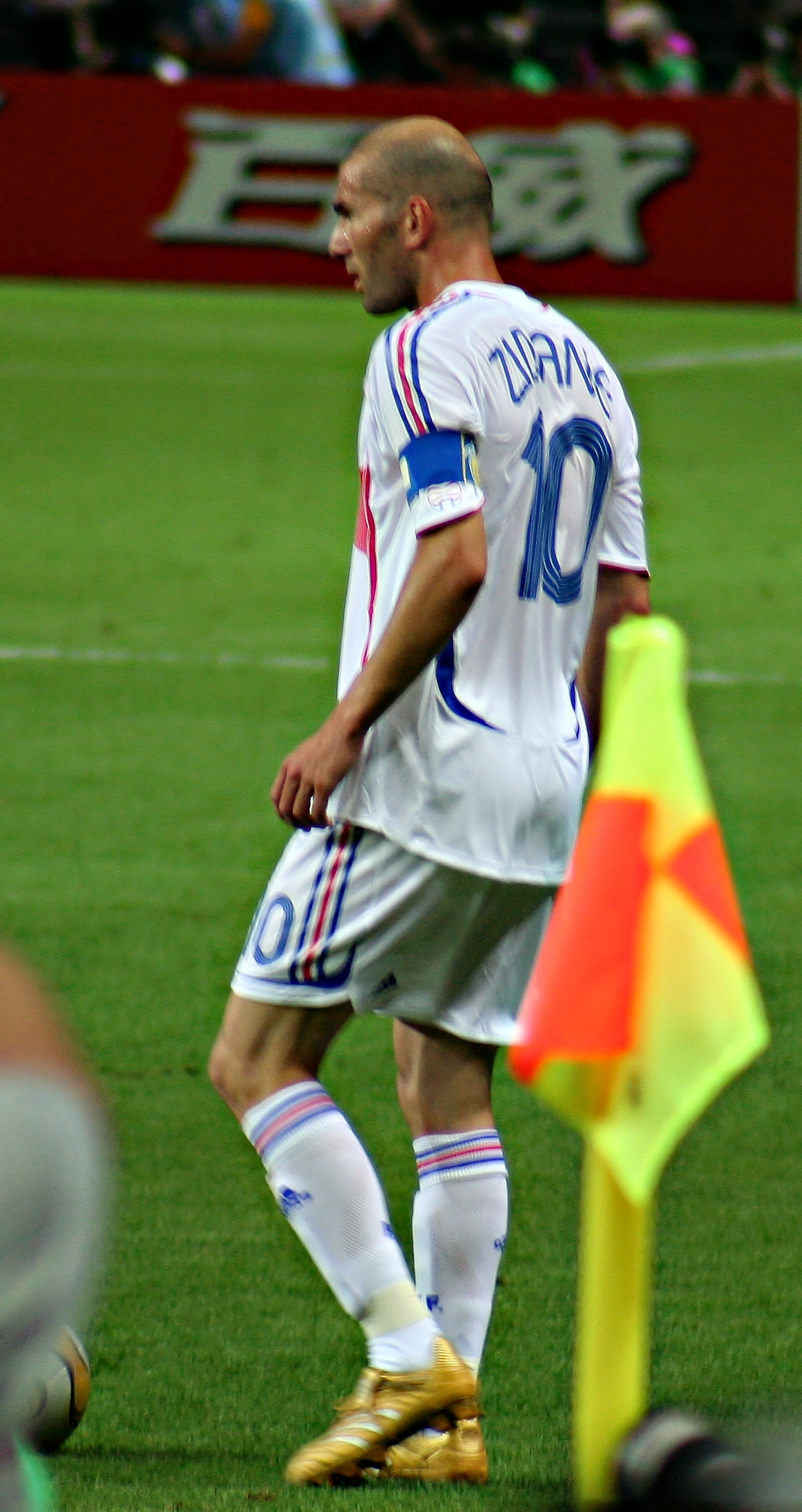
Zidane bei der WM 2006

Der angestrebte Generationswechsel unter dem neuen Trainer Raymond Domenech gestaltete sich schwierig und Frankreich drohte die Qualifikation für die WM 2006 zu verpassen. Zidane erklärte am 3. August 2005 seine Rückkehr in die Nationalmannschaft und wurde für diesen Schritt überschwänglich als „Heilsbringer“ gefeiert. Schon zwei Wochen später führte er die Équipe als neuer Kapitän zu einem 3:0-Sieg über den Senegal und erzielte bei seinem Comeback selbst ein Tor. Neben Zidane kehrten auch die Routiniers Claude Makélélé und Lilian Thuram zurück und man qualifizierte sich für die WM-Endrunde.
Bereits vor der WM 2006 stand Zidanes Entschluss, nach dem Turnier seine Karriere zu beenden. Nach zwei Unentschieden und einer Gelbsperre überstand er mit dem Team doch noch die Gruppe und schoss im Achtelfinale gegen Spanien ein Tor zum 3:1-Endstand. Im Viertelfinale bereitete er beim 1:0-Sieg gegen Brasilien das entscheidende Tor vor und wurde nach dem Spiel zum Player of the match gewählt. Im Halbfinale gegen Portugal traf Zidane per Elfmeter zum 1:0 Endstand.
Im Endspiel gegen Italien traf Zidane erneut per Elfmeter zum frühen 1:0, womit er neben Vavá, Pelé, Paul Breitner und Kylian Mbappé einer der wenigen Spieler ist, der in zwei WM-Finals mindestens einen Treffer erzielte. In der 109. Minute seines letzten Spiels wurde er nach einem Kopfstoß gegen Marco Materazzi mit der Roten Karte des Feldes verwiesen. Dies war die 15. Rote Karte seiner Karriere. Auslöser für diesen Vorfall waren Beschimpfungen von Materazzi gegen Zidane, die Materazzi anfangs bestritt, aber einige Tage später zugab. Der Gazzetta dello Sport gegenüber sagte Materazzi, er habe Zidane nur kurz am Trikot festgehalten. Darauf habe ihn der Franzose herablassend gemustert und gesagt, wenn er wolle, könne er das Trikot nach dem Spiel haben. Materazzi habe daraufhin erwidert, Zidanes Schwester sei ihm lieber. Im italienischen Fernsehen gab Materazzi am 18. August 2007 zu, er habe auf Zidanes Angebot, ihm sein Trikot zu geben, wörtlich erwidert: „Preferisco la puttana di tua sorella“ (zu deutsch etwa: „Ich bevorzuge deine Schwester, die Nutte“).
Aufgrund des Kopfstoßes wurde Zidane von der FIFA für drei Spiele gesperrt, zudem wurde ihm eine Geldstrafe in Höhe von 7500 Schweizer Franken auferlegt. Die Sperre war für den Franzosen jedoch unbedeutend, da er nach der Weltmeisterschaft 2006 ohnehin seine Karriere beendete. Stattdessen stellte er sich drei Tage lang für soziale Arbeit mit Kindern und Jugendlichen zur Verfügung. Auch Marco Materazzi wurde bestraft.
Zidane wurde zum wertvollsten Spieler des Turniers gewählt. Die Wahl hatte jedoch bereits vor dem Finale stattgefunden, das Italien mit 5:3 nach Elfmeterschießen gewann.
In insgesamt 108 Länderspielen erzielte Zidane 31 Tore für die Equipe Tricolore. Nach Abschluss seiner Karriere erreichte er bei der Wahl zum FIFA-Weltfußballer des Jahres 2006 den zweiten Platz und beim Ballon d’Or 2006 den fünften Platz.

## Spielweise
Als dreimaliger Weltfußballer zählt Zinédine Zidane zu den besten Spielern der Geschichte. Der „klassische Zehner“ gilt als Inbegriff von ausgesprochener Eleganz, formvollendeter Technik und Ballkontrolle. Im Gegensatz zu anderen Ausnahme-Technikern, wie beispielsweise dem Brasilianer Ronaldinho, waren Zidanes Aktionen geradliniger und zielstrebiger. Sinnlose Kabinettstückchen gehörten nicht zu seinem Repertoire, Zidane spielte pragmatisch. Häufig waren simple Körpertäuschungen oder schnelle Übersteiger ausreichend, um seinen Gegenspieler zu umdribbeln und überraschende Raumgewinne zu erzielen. Dabei wurde der „Marseille-Turn“, bei der sich Zidane mit einem Sohlendribbling um den Gegner drehte, zu seinem Markenzeichen. Trotz einer Körpergröße von 185 cm tanzte Zidane mit dem Ball, vereinte Leichtigkeit mit Kreativität, gepaart mit physischer Robustheit und Durchsetzungsvermögen. Er ließ Schweres unfassbar einfach aussehen. Selbst wenn ihn mehrere Verteidiger unter Druck setzten, blieb er ruhig und war auf engstem Raum kaum vom Ball zu trennen. Kritische Situationen löste der Franzose durch Improvisation, indem er laufend neue Möglichkeiten erfand. Weniger Stratege als Instinktfußballer, spielte Zidane einfach. Er ließ viele Bälle tropfen, bekam sie dann wieder und hielt sie lange, um das Spiel entweder zu verzögern oder schneller werdende Kombinationen zu suchen. Dank dieser Fähigkeiten konnte der Edeltechniker immer wieder geschickte Pässe in die Tiefe einbauen und wusste genau, wann er den Ball in den Fuß oder in den Raum spielen musste. Seine intuitive Spielintelligenz ließ ihn die Laufwege seiner Mitspieler und freie Räume gut antizipieren, wodurch ihm sehr viele Schnittstellenpässe durch gegnerische Abwehrketten gelangen. Darüber hinaus schoss Zidane gefährliche Standardsituationen – ein Drittel aller Assists resultierte aus präzise getretenen Eckbällen und Freistößen. Doch Zidane startete auch gerne aus der Tiefe hinter die gegnerische Abwehrkette und besaß bei seiner Positionierung im Strafraum sowohl ein gutes Timing als auch einen guten Torinstinkt, musste sich jedoch häufig den Vorwurf gefallen lassen, selbst zu wenig Tore zu erzielen. Zidane dirigierte seine Mitspieler nicht, und doch führte er die Mannschaft allein mit seiner Präsenz und Körpersprache an. Sein enormer Aktionsradius auf dem Platz machte ihn stets anspielbar, was ihn phasenweise omnipräsent erscheinen ließ.
Durch seine sehr gute Schusstechnik und Ballkontrolle erzielte Zidane selbst einige Traumtore, wie beispielsweise sein Treffer im Champions-League-Finale 2002, als er eine hohe Flanke per Direktabnahme mit dem vermeintlich schwächeren linken Fuß ins obere Toreck schoss.
Neben dem Platz gab sich Zidane zurückhaltend und beinahe schüchtern. Seine größte Schwäche waren sein Temperament und die fehlende Selbstbeherrschung, wodurch er sich immer wieder zu Tätlichkeiten hinreißen ließ.

## Erfolge als Spieler

### Nationalmannschaft
- Weltmeister: 1998
- Europameister: 2000

### Verein
International
- Champions-League-Sieger: 2002
- Weltpokalsieger (2): 1996, 2002
- UEFA-Super-Cup-Sieger (2): 1996, 2002
- UI-Cup-Sieger (2): 1995, 1999

Italien
- Meister (2): 1997, 1998
- Supercupsieger: 1997

Spanien
- Meister: 2003
- Supercupsieger (2): 2001, 2003

### Auszeichnungen
Einzel-Auszeichnungen
- FIFA-Weltfußballer des Jahres (3): 1998, 2000, 2003
- Ballon d’Or („Europas Fußballer des Jahres“): 1998

- Europas Fußballer des halben Jahrhunderts: 2004[149]
- Bester UEFA-Champions-League-Spieler aller Zeiten: 2011[150]
- Fußballer des Jahrzehnts (ESPN): 2000er[151]
- Fußballer des Jahrzehnts (Sports Illustrated): 2000er[152]
- Fußballer des Jahrzehnts (Don Balón): 2000er[153]
- Fußballer des Jahrzehnts (Fox Sports): 2000er[154]
- Weltsportler des Jahres: 1998
- Onze d’or (3): 1998, 2000, 2001
- World-Soccer-Spieler des Jahres: 1998
- UEFA-Spieler des Jahres: 2002
- Weltspielmacher des Jahres: 2006
- UEFA-Mittelfeldspieler des Jahres: 1998
- Frankreichs Sportler des Jahres: 1998
- Frankreichs Fußballer des Jahres (2): 1998, 2002
- Ligue-1-Spieler des Jahres: 1996
- Bester Spieler in der Serie A: 2001
- Bester ausländischer Spieler in der Serie A (2): 1997, 2001
- Bester ausländischer Spieler in der Primera División: 2002
- Goldener Ball der Weltmeisterschaft 2006
- Bester Spieler der Europameisterschaft 2000
- Bester Nachwuchsspieler der Ligue 1: 1994

Mannschafts-Auszeichnungen
- 2. Platz bei der Wahl des Ballon d’Or Dream Teams (Offensives Mittelfeld)
- World Soccer Dream Team: 2013[155]
- FIFA World Cup Dream Team: 2002
- All-Time EURO 11: 2016[156]
- Mannschaft des Jahrzehnts (ESPN): 2000er[157]
- Mannschaft des Jahrzehnts (Sports Illustrated): 2000er[158]
- Mannschaft des Jahrzehnts (Don Balón): 2000er
- FIFPro World XI (2): 2005, 2006
- UEFA Team of the Year (3): 2001, 2002, 2003
- ESM-Team des Jahres (4): 1998, 2002, 2003, 2004
- All-Star-Team der Weltmeisterschaft (2): 1998, 2006
- All-Star-Team der Europameisterschaft (2): 2000, 2004

Ehrungen
- Officier de la Légion d’Honneur: 2009
- Legende des Fußballs: 2008
- Aufnahme in die FIFA 100: 2004
- Laureus World Sports Awards für sein Lebenswerk: 2011
- Marca Leyenda für sein Lebenswerk: 2008[159]

## Funktionär
Im Dezember 2008 kaufte Zidane mit seinen ehemaligen Teamkameraden von Girondins Bordeaux, Bixente Lizarazu und Alain Boghossian, den damaligen Drittligisten Olympique Croix de Savoie 74, der von 2011 bis 2015 in der Ligue 1 spielte.
Im Mai 2011 trat er die Stelle als Sportdirektor bei Real Madrid an. Diese Funktion gab er im Juli 2012 auf eigenen Wunsch hin auf. Im Oktober des Jahres 2011 nahm er einen Diplomlehrgang am Centre de droit et d’économie du sport (CDES, „Zentrum für Recht und Wirtschaft im Sport“) der Universität Limoges auf, um seine praktische Tätigkeit auf eine fundiertere Basis zu stellen.
Im Herbst 2012 erwarb er, wie auch Olivier Dacourt, ein Aktienpaket des Viertligisten AF Rodez; in Rodez besitzt Zidane ein Haus im Grünen.

## Trainer

### Anfänge als Berater und Co-Trainer von Real Madrid
Im November 2010 wurde Zidane auf Wunsch des damaligen Trainers José Mourinho zum Berater von Real Madrid ernannt. Er begleitete die Mannschaft und nahm an Versammlungen und Trainingseinheiten teil.
Zur Saison 2013/14 wurde Zidane neben Paul Clement Co-Trainer des als Nachfolger von Mourinho engagierten Carlo Ancelotti. Als Mitglied im Trainerstab seines Ex-Trainers Ancelotti gewann Zidane im April 2014 nach einem 2:1-Sieg gegen den FC Barcelona die Copa del Rey. Im Mai folgte dann durch einen 4:1-Finalsieg in Lissabon über Stadtrivale Atlético Madrid die Champions League.

### Der Weg zur Lizenz mit der B-Mannschaft von Real Madrid Castilla
Zur Saison 2014/15 übernahm Zidane die in die drittklassige Segunda División B abgestiegene zweite Mannschaft von Real Madrid als Cheftrainer. Im August 2014 wurde Zidane, der nicht die erforderliche Trainerlizenz hatte, um die Mannschaft zu trainieren, von der spanischen Trainervereinigung CENAFE beim Verband angezeigt. Aufgrund dessen wurde im ersten Spiel der Saison Santiago Sánchez als Cheftrainer und Zidane als sein Assistent angegeben. In den folgenden Spielen wurde wieder Zidane als Trainer angeführt. Im Oktober wurde vom spanischen Fußballverband zunächst eine dreimonatige Sperre verhängt, die wenige Tage später vorübergehend wieder ausgesetzt wurde. Im Frühjahr 2015 erhielt er die UEFA-Pro-Trainerlizenz und war fortan offiziell Trainer von Real Madrid Castilla.

### Drei Champions-League-Gewinne mit Real Madrid
Am 4. Januar 2016 übernahm Zidane die auf dem dritten Tabellenplatz stehende erste Mannschaft des zuvor freigestellten Trainers Rafael Benítez. In der Liga wurden die Königlichen mit 90 Punkten, einem Zähler Rückstand auf die Titelverteidiger FC Barcelona und Luis Enrique, Vizemeister. In der Champions League schaffte Zidanes Team nach Siegen gegen die AS Rom, den VfL Wolfsburg sowie das von Ex-Madrid-Trainer Manuel Pellegrini geleitete Manchester City den Einzug ins Finale gegen den Lokalrivalen Atlético Madrid unter der Führung von Diego Simeone. Zidanes erstes Endspiel als Trainer war eine Neuauflage des Endspiels von 2014, bei dem er als Co-Trainer mitgewirkt hatte. Die Partie am 28. Mai 2016 im Mailänder Giuseppe-Meazza-Stadion gewann Real nach einem 1:1-Remis nach 120 Minuten mit 5:3 im Elfmeterschießen. Mit diesem Sieg wurde Zidane nach Miguel Muñoz, Giovanni Trapattoni, Johan Cruyff, Carlo Ancelotti, Frank Rijkaard und Pep Guardiola zum siebten Trainer, der sowohl als Spieler als auch als Trainer den Europapokal der Landesmeister bzw. die UEFA Champions League gewann.
Im Jahr darauf wiederholte Real Madrid unter Zidanes Führung den Champions-League-Triumph am 3. Juni 2017 durch einen 4:1-Sieg gegen Juventus Turin in Cardiff und er wurde somit zum ersten Trainer, der den Titel erfolgreich verteidigte. Zwei Wochen zuvor hatte er durch einen 2:0-Sieg beim FC Málaga die spanische Meisterschaft mit seinem Team gewonnen. Im Zeitraum vom 6. April 2016 bis zum 13. Januar 2017 kassierte Real Madrid in 40 Pflichtspielen unter Zidane keine einzige Niederlage. Damit überbot der Coach die vorherige Bestmarke des FC Barcelona unter Luis Enrique als Rekordhalter in Spanien.

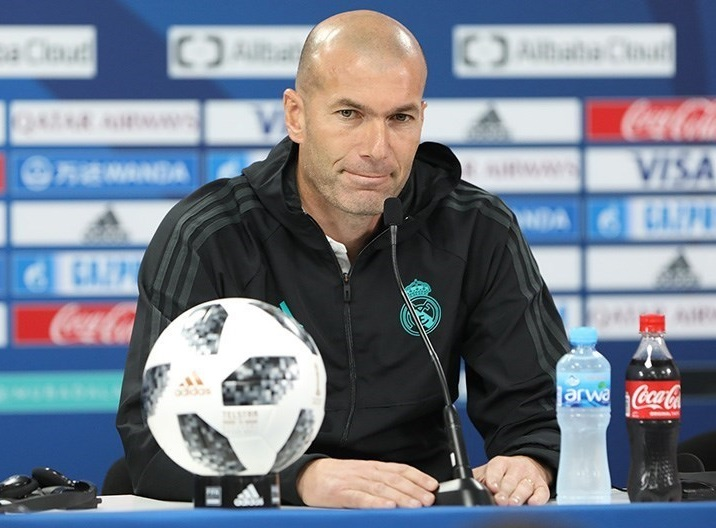
Zidane als Trainer von Real Madrid (2017)

Die Saison 2017/18 verlief auf nationaler Ebene deutlich schlechter. Statt einer erhofften Titelverteidigung beendeten Zidanes Schützlinge die Liga auf dem dritten Platz mit 17 Punkten Rückstand auf Meister Barcelona unter Ernesto Valverde. In der Champions League spielte man hingegen eine überaus starke Kampagne. So zog Zidanes Mannschaft nach Siegen über Paris Saint-Germain, den letztjährigen Finalgegner Juventus Turin und den von Jupp Heynckes trainierten FC Bayern München in sein drittes Champions-League-Endspiel in Folge ein sowie sein siebtes in seiner Karriere als Spieler und (Co-)Trainer. Das Endspiel fand in Kiew statt und Gegner war der von Jürgen Klopp trainierte FC Liverpool, womit die Partie zu einer Neuauflage des Endspiels von 1981 wurde. Das Spiel am 26. Mai wurde unter anderem dank eines Doppelpacks von Gareth Bale mit 3:1 gewonnen, wodurch der Champions-League-Titel aus dem Jahr 2016 ein zweites Mal erfolgreich verteidigt wurde. Fünf Tage nach dem Erfolg in Kiew trat Zidane am 31. Mai 2018 überraschend als Trainer zurück. Seine Entscheidung erklärte er damit, dass die Mannschaft „einen Wechsel benötigt, um weiter siegreich zu bleiben. Die Mannschaft benötigt eine neue Ansprache, eine andere methodische Arbeit. Deshalb habe ich die Entscheidung so getroffen.“

### Rückkehr zu Real Madrid
Am 12. März 2019 kehrte Zidane zu Real Madrid zurück. Zu diesem Zeitpunkt stand der Verein in der Liga nach 27 Spieltagen auf dem dritten Tabellenplatz und war in der Champions League mit 1:4 gegen Ajax Amsterdam bereits im Achtelfinale sowie im Pokalhalbfinale gegen den FC Barcelona ausgeschieden. Er unterschrieb einen Vertrag mit einer Laufzeit bis zum 30. Juni 2022. Die Saison 2018/19 schloss der Verein auf dem dritten Platz mit 19 Punkten Rückstand auf den Meister FC Barcelona ab.
In der Saison 2019/20, die aufgrund der COVID-19-Pandemie vom 10. März 2020 bis 11. Juni 2020 unterbrochen wurde, gewann Real Madrid unter Zidane die spanische Meisterschaft. In der Champions League schied man im Achtelfinale gegen Manchester City aus und in der Copa del Rey war im Viertelfinale gegen Real Sociedad San Sebastián Schluss.
In der Saison 2020/21 spielte Real bis zum letzten Spieltag um die Meisterschaft, musste als Vizemeister aber dem Stadtrivalen Atlético Madrid den Vortritt lassen. In der Champions League schied die Mannschaft im Halbfinale gegen den FC Chelsea aus. In der Copa del Rey enttäuschte Real in der 3. Runde durch ein Ausscheiden gegen den Drittligisten CD Alcoyano. Nach der Saison verließ Zidane erneut den Verein.

## Erfolge als Trainer

### Verein
International
- Champions-League-Sieger (3): 2016, 2017, 2018
- Klub-Weltmeister (2): 2016, 2017
- UEFA-Super-Cup-Sieger (2): 2016, 2017

Spanien
- Meister (2): 2017, 2020
- Supercupsieger (2): 2017, 2020

### Auszeichnungen
- FIFA-Welttrainer des Jahres (1): 2017
- IFFHS-Welt-Klubtrainer des Jahres (2): 2017, 2018
- Französischer Trainer des Jahres (2): 2016, 2017
- Onze d’or (3): 2017, 2018, 2021
- Globe Soccer Award (Bester Trainer) (1): 2017
- World-Soccer-Trainer des Jahres (1): 2017
- Miguel-Muñoz-Trophäe: 2019/20

### Sonstiges
- Zidane ist neben Miguel Muñoz, Giovanni Trapattoni, Johan Cruyff, Carlo Ancelotti, Frank Rijkaard und Pep Guardiola einer von sieben Trainern, der die UEFA Champions League bzw. den Europapokal der Landesmeister sowohl als Spieler als auch als Trainer gewann.
- Zidane ist der einzige Trainer, dem es gelang, die UEFA Champions League bzw. den Europapokal der Landesmeister dreimal in Folge zu gewinnen.

## Karrierestatistik
| Verein             | Liga             | Saison          | Liga   | Liga | Nat. Pokal | Nat. Pokal | Europapokal | Europapokal | Gesamt | Gesamt |
| Verein             | Liga             | Saison          | Spiele | Tore | Spiele     | Tore       | Spiele      | Tore        | Spiele | Tore   |
| ------------------ | ---------------- | --------------- | ------ | ---- | ---------- | ---------- | ----------- | ----------- | ------ | ------ |
| AS Cannes          | Division 1       | 1988/89         | 2      | 0    | -          | -          | -           | -           | 2      | 0      |
| AS Cannes          | Division 1       | 1989/90         | 0      | 0    | -          | -          | -           | -           | 0      | 0      |
| AS Cannes          | Division 1       | 1990/91         | 28     | 1    | 3          | 0          | -           | -           | 31     | 1      |
| AS Cannes          | Division 1       | 1991/92         | 31     | 5    | 3          | 0          | 4           | 0           | 38     | 5      |
| Gesamt             | Gesamt           | Gesamt          | 61     | 6    | 6          | 0          | 4           | 0           | 71     | 6      |
| Girondins Bordeaux | Division 1       | 1992/93         | 35     | 10   | 4          | 1          | -           | -           | 39     | 11     |
| Girondins Bordeaux | Division 1       | 1993/94         | 34     | 6    | 3          | 0          | 6           | 2           | 43     | 8      |
| Girondins Bordeaux | Division 1       | 1994/95         | 37     | 6    | 4          | 1          | 4           | 1           | 45     | 8      |
| Girondins Bordeaux | Division 1       | 1995/96         | 33     | 6    | 1          | 0          | 15          | 6           | 49     | 12     |
| Gesamt             | Gesamt           | Gesamt          | 139    | 28   | 12         | 2          | 25          | 9           | 176    | 39     |
| Juventus Turin     | Serie A          | 1996/97         | 29     | 5    | 2          | 0          | 10          | 2           | 41     | 7      |
| Juventus Turin     | Serie A          | 1997/98         | 32     | 7    | 5          | 1          | 11          | 3           | 48     | 11     |
| Juventus Turin     | Serie A          | 1998/99         | 25     | 2    | 5          | 0          | 10          | 0           | 40     | 2      |
| Juventus Turin     | Serie A          | 1999/00         | 32     | 4    | 3          | 1          | 6           | 0           | 41     | 5      |
| Juventus Turin     | Serie A          | 2000/01         | 33     | 6    | 2          | 0          | 4           | 0           | 39     | 6      |
| Gesamt             | Gesamt           | Gesamt          | 151    | 24   | 17         | 2          | 41          | 5           | 209    | 31     |
| Real Madrid        | Primera División | 2001/02         | 31     | 7    | 9          | 2          | 9           | 3           | 49     | 12     |
| Real Madrid        | Primera División | 2002/03         | 33     | 9    | 1          | 0          | 14          | 3           | 48     | 12     |
| Real Madrid        | Primera División | 2003/04         | 33     | 6    | 7          | 1          | 10          | 3           | 50     | 10     |
| Real Madrid        | Primera División | 2004/05         | 29     | 6    | 1          | 0          | 10          | 0           | 40     | 6      |
| Real Madrid        | Primera División | 2005/06         | 29     | 9    | 5          | 0          | 4           | 0           | 38     | 9      |
| Gesamt             | Gesamt           | Gesamt          | 155    | 37   | 23         | 3          | 47          | 9           | 225    | 49     |
| Karriere Gesamt    | Karriere Gesamt  | Karriere Gesamt | 506    | 95   | 58         | 7          | 117         | 23          | 681    | 125    |

## Familie
Zidane heiratete am 28. Mai 1994 seine langjährige Jugendfreundin Véronique Lentisco-Fernández in Château Bel-Air in Le Haillan (Département Gironde). Das Paar hat vier Söhne: Enzo (* 1995), Luca (* 1998), Theo (* 2002) und Elyaz (* 2005), die alle in den Jugendmannschaften von Real Madrid spielten. Um nicht mit seinem berühmten Vater verglichen zu werden, lief Enzo zu Beginn seiner Karriere mit dem Namen Fernández auf seinem Trikot auf, verwendet aber mittlerweile nur noch seinen Vornamen. Luca gewann als Torwart mit der französischen U-17-Mannschaft die Europameisterschaft 2015 und nahm im gleichen Jahr an der Weltmeisterschaft teil, bei der Frankreich im Achtelfinale ausschied. Elyaz nahm mit der französischen U-17-Auswahl an der Europameisterschaft 2022 teil.
Aktuell lebt Zidane mit seiner Frau in Conde de Orgaz, einem Madrider Nobelviertel, und in der südfranzösischen Gemeinde Onet-le-Château (Département Aveyron).

## Sonstiges
Im September 2012 wurde vor dem Centre Pompidou in Paris eine vom algerischen Künstler Adel Abdessemed geschaffene Bronzestatue von Zidane und Materazzi enthüllt, die die Kopfstoß-Szene darstellt.
Im Jahr 2024 war er Ehrenstarter des 24-Stunden-Rennens von Le Mans.

### Soziales Engagement
Zidane ist ein „UN-Botschafter des guten Willens“ (Goodwill-Botschafter für den Kampf gegen die Armut) und Schirmherr der Organisation ELA (Association Européenne contre les Leucodystrophies – Europäischer Verein gegen Leukodystrophie). Zu Jahresbeginn 2009 wurde er zum Offizier der Ehrenlegion befördert. Seit 2003 richtet Zidane gemeinsam mit Brasiliens Ronaldo für das Entwicklungsprogramm der Vereinten Nationen (UNDP) das Match Against Poverty aus.

### Rolle im italienischen Dopingskandal
Im Rahmen eines Gerichtsprozesses wurde gegen Verantwortliche des italienischen Clubs Juventus Turin wegen systematischen Dopings des gesamten Teams in den Jahren 1994–1998 eingeleitet. Dieser endete mit einer rechtskräftigen Verurteilung des Teamarztes. Zidane wurde dabei wie auch andere damalige Juventus-Spieler am 26. Februar 2004 als Zeuge vernommen. Die Spieler hatten keine rechtlichen Konsequenzen zu befürchten, da das italienische Anti-Doping-Gesetz, das auch die Einnahme der Stoffe unter Strafe stellte, erst im Jahr 2000 erlassen wurde. Zidane gab die systematische Einnahme von Kreatin und Schmerzmitteln zu und auch, dass er in der Kabine Infusionen erhalten habe. Diese seien als Vitamine ausgegeben worden. Er bestätigte außerdem die Einnahme von Esafosfina (Fructose-1,6-bisphosphat), ein Mittel zur Steigerung der Durchblutung des Gehirns und der Muskeln.